# به نوعی غمگین
به‌نوعی غمگین (به انگلیسی: Kind of Blue) آلبومی از موسیقی‌دان برجستهٔ جاز اهل ایالات متحده آمریکا مایلز دیویس است که ۱۷ اوت ۱۹۵۹ منتشر شد و شاهکار او به‌شمار می‌آید. دیویس این آلبوم را بین ماه‌های مارس و آوریل همان سال در گروه شش‌نفره‌اش شامل بیل اوَنز (پیانیست)، جیمی کُب (درامر)، پل چمبرز (بیسیست)، جان کولترین و کننبال ادرلی (ساکسوفون‌نوازان)، و با همراهی وینتون کلی (پیانیست)- که تنها در ساخت یک قطعه مشارکت داشت- ضبط کرد.
در به‌نوعی غمگین از سبکِ هارد باپ آثار قبلی دیویس خبری نیست و این آلبوم یکسره بر تجربه‌های او در زمینهٔ مُدهای موسیقی جاز بنا شده است.
به‌نوعی غمگین نه‌تنها پرفروش‌ترین، بلکه از سوی بسیاری از منتقدان برترین آلبوم تاریخ موسیقی جاز به‌شمار می‌رود؛ آلبومی که محبوبیت جاز را به مرزهای جدیدی ارتقا داد و دامنهٔ تأثیرات عظیمش به موسیقی راک و کلاسیک نیز کشیده شد.
سال ۲۰۰۲ کتابخانه کنگره آلبوم به‌نوعی غمگین را به عنوان یکی از ۵۰ اثر واجد ارزش تاریخی برای محافظت در فهرست ملی ضبط اصوات گنجاند. همچنین مجلهٔ رولینگ استون سال ۲۰۰۳ آلبوم را در رتبهٔ دوازدهم فهرست ۵۰۰ آلبوم برتر تمام اعصار جای داد.